# Torna a Napoli
Torna a Napoli è un film italiano del 1949 diretto da Domenico Gambino. È la pellicola d'esordio di Nino Manfredi.

## Trama
Un giovane soldato americano, Francisco Marvasi, viene salvato da morte certa da una ragazza napoletana, Lucia. Tra i due nasce un intenso sentimento. Francisco promette di tornare per sposarla, ma il padre cerca di impedirglielo perché il padre della ragazza aveva ucciso un Marvasi molti anni prima. Lucia viene così a sapere della storia del genitore, ancora detenuto, e, sobillata dalle malelingue, crede che Francisco l'abbia abbandonata. Quando sta per promettere amore eterno ad un giovane del paese, i due genitori si incontrano e la vicenda dei due giovani si conclude con un insperato lieto fine.

## Produzione
Torna a Napoli è uno dei quattro film in cui Nino Manfredi venne doppiato. Il genere è quello del melodramma strappalacrime, allora molto in voga tra il pubblico italiano.
In un divertente aneddoto durante il Maurizio Costanzo Show, l'attore racconta dei vari stratagemmi proposti dal regista e dalla troupe per nascondere la condensa del fiato. Girato pochi giorni prima di Natale, il film è ambientato in piena estate. A causa del clima rigido, tutti emettono nelle scene all'aperto un fiato da condensazione. Per mantenere inalterata la finzione, racconta l'attore, hanno provato all'inizio con dei cubetti di ghiaccio sulla bocca, sputati immediatamente prima del ciak, e successivamente sono passati alle sigarette, così da confondere il fumo con la condensa.